# Distrikt Chacoche
Der Distrikt Chacoche liegt in der Provinz Abancay in der Region Apurímac im zentralen Süden von Peru. Der Distrikt wurde am 28. Dezember 1961 gegründet. Er besitzt eine Fläche von 177 km². Beim Zensus 2017 wurden 1396 Einwohner gezählt. Im Jahr 1993 lag die Einwohnerzahl bei 1434, im Jahr 2007 bei 1213. Die Distriktverwaltung befindet sich in der 3433 m hoch gelegenen Ortschaft Chacoche mit 206 Einwohnern (Stand 2017). Chacoche liegt 36 km südsüdwestlich der Provinzhauptstadt Abancay.

## Geographische Lage
Der Distrikt Chacoche liegt im Andenhochland im äußersten Südwesten der Provinz Abancay. Die Längsausdehnung in Nord-Süd-Richtung beträgt 27,5 km. Der Río Pachachaca fließt entlang der nördlichen Distriktgrenze nach Nordosten. Der Norden des Distrikts wird über den Río Accomayo, der Süden über den Río Silcon (im Oberlauf Río Parco und Río Kesari), beides rechte Nebenflüsse des Río Pachachaca, entwässert. Entlang der westlichen Distriktgrenze verläuft ein Bergkamm. Dieser erreicht unweit des südlichsten Punktes des Distrikts im Cerro Suparaura eine Höhe von 5051 m.
Der Distrikt Chacoche grenzt im Westen an den Distrikt Chapimarca (Provinz Aymaraes), im Norden an den Distrikt Pichirhua, im Nordosten und im Südosten an den Distrikt Circa sowie im äußersten Süden an den Distrikt El Oro (Provinz Antabamba).

## Ortschaften
Neben dem Hauptort Chacoche gibt es folgende größere Ortschaften:
- Anchicha
- Casinchichua (867 Einwohner)